# 卡卡龐灣
卡卡龐灣（英語：Cacapon Inlet）是南極洲的海灣，位於帕爾默地的威爾金斯海岸，處於海詹普群島的托馬斯島和福勒島之間，長17公里、寬4公里，根據美國海軍拍攝的空中照片繪入地圖，現時由南極條約體系管理。

## 外部連結
. . United States Geological Survey.   [2011-10-13].
66°10′S 101°0′E / 66.167°S 101.000°E